# Andrés Guardado
José Andrés Guardado Hernández (ur. 28 września 1986 w Guadalajarze) – meksykański piłkarz występujący na pozycji środkowego pomocnika, skrzydłowego lub bocznego obrońcy w klubie León oraz w reprezentacji Meksyku. Od sierpnia 2012 posiada również obywatelstwo hiszpańskie.

## Kariera klubowa
Guardado pochodzi z Guadalajary. Jest wychowankiem tamtejszego klubu Atlas. Trafił do niego w młodym wieku, ale w Primera División zadebiutował dopiero w 20 sierpnia 2005 w wygranym 3:2 domowym meczu z Pachucą. Od czasu debiutu stał się podstawowym zawodnikiem Atlasu i w sezonie 2005/2006 zagrał w 26 ligowych meczach i strzelił jednego gola, jednak ze swoim klubem nie zdołał zakwalifikować się do fazy play–off.
W czerwcu i lipcu 2006 Guardado interesowały się czołowe kluby Serie A: Inter Mediolan, A.C. Milan, ACF Fiorentina i Udinese Calcio. Z czasem zainteresowanie młodym Meksykaninem wzrosło także ze strony Benfiki i Realu Madryt. Królewscy oferowali dwuletnie wypożyczenie, za które co roku na konto Atlasu miałaby wpływać suma 100 tysięcy euro. Atlas odrzucił jednak ofertę Realu, argumentując tym, że Guardado jest czołowym graczem tej drużyny i może zostać sprzedany jedynie za sumę wyższą niż 5 milionów euro. W końcu 10 lipca 20–letni zawodnik przeszedł za sumę 7 milionów euro do Deportivo La Coruña, stając się najdroższym piłkarzem w historii meksykańskiej ligi. Z galisyjskim klubem podpisał pięcioletni kontrakt. W Primera División zadebiutował 26 sierpnia 2007 w meczu Deportivo 0:3 Almeria. Swoją premierową bramkę zdobył trzy tygodnie później – 16 września pokonał w 7. minucie meczu bramkarza Betisu. W sezonie 2010/2011 Deportivo z Guardado w składzie zajęło osiemnaste miejsce w najwyższej klasie rozgrywkowej, spadając do Segunda División. W drugiej lidze był czołowym graczem zespołu i pomógł mu w powrocie do Primera División.
Latem 2012 na zasadzie wolnego transferu Guardado zasilił klub Valencia CF. 21 sierpnia tego samego roku otrzymał również hiszpańskie obywatelstwo.
30 stycznia 2014 roku został do końca sezonu wypożyczony do niemieckiego Bayeru 04 Leverkusen.
| Sezon   | Klub                | Kraj      | Rozgrywki        | Mecze | Bramki |
| ------- | ------------------- | --------- | ---------------- | ----- | ------ |
| 2005/06 | Club Atlas          | Meksyk    | Primera División | 26    | 1      |
| 2006/07 | Club Atlas          | Meksyk    | Primera División | 38    | 5      |
| 2007/08 | Deportivo La Coruña | Hiszpania | Primera División | 26    | 5      |
| 2008/09 | Deportivo La Coruña | Hiszpania | Primera División | 29    | 2      |
| 2009/10 | Deportivo La Coruña | Hiszpania | Primera División | 26    | 3      |
| 2010/11 | Deportivo La Coruña | Hiszpania | Primera División | 20    | 2      |
| 2011/12 | Deportivo La Coruña | Hiszpania | Segunda División | 36    | 11     |
| 2012/13 | Valencia CF         | Hiszpania | Primera División | 32    | 1      |
| 2013/14 | Valencia CF         | Hiszpania | Primera División | 16    | 0      |
| 2013/14 | Bayer 04 Leverkusen | Niemcy    | Bundesliga       | 4     | 0      |
| 2014/15 | PSV Eindhoven       | Holandia  | Eredivisie       | 28    | 1      |
| 2015/16 | PSV Eindhoven       | Holandia  | Eredivisie       | 25    | 1      |
| 2016/17 | PSV Eindhoven       | Holandia  | Eredivisie       | 27    | 2      |
| 2017/18 | Real Betis          | Hiszpania | Primera División | 29    | 2      |
| 2018/19 | Real Betis          | Hiszpania | Primera División | 31    | 0      |
| 2019/20 | Real Betis          | Hiszpania | Primera División | 28    | 0      |
| 2020/21 | Real Betis          | Hiszpania | Primera División | 24    | 1      |
| 2021/22 | Real Betis          | Hiszpania | Primera División | 28    | 0      |
| 2022/23 | Real Betis          | Hiszpania | Primera División | 14    | 0      |

## Kariera reprezentacyjna
W reprezentacji Meksyku Andrés Guardado zadebiutował 14 września 2005 w wygranym 2:0 towarzyskim meczu z Węgrami. Działo się to 4 miesiące po tym jak Guardado zadebiutował w lidze meksykańskiej.
W 2006 roku selekcjoner Meksyku, Ricardo La Volpe powołał Andrésa do 23–osobowej kadry na Mistrzostwa Świata w Niemczech. Tam był rezerwowym i swój jedyny mecz rozegrał w 1/16 finału, gdy Meksyk podejmował Argentynę. Pomimo porażki 1:2 Guardado był chwalony przez obserwatorów spotkania, dzięki swoim wielu rajdom po lewej stronie boiska.
W Copa América 2007, w spotkaniu z Urugwajem, strzelił jednego z najpiękniejszych goli tej imprezy i został obwołany odkryciem turnieju.
W 2010 roku Guardado został także powołany przez selekcjonera Javiera Aguirre na Mistrzostwa Świata w RPA. Zawodnik Deportivo wystąpił wówczas w trzech spotkaniach, w fazie grupowej z RPA (1:1) i Urugwajem (0:1) oraz w 1/8 finału z Argentyną (1:3).
6 marca 2014 w zremisowanym 0:0 meczu towarzyskim z Nigerią Guardado wystąpił po raz setny w reprezentacji, będąc dziesiątym już meksykańskim piłkarzem, który dostąpił tego zaszczytu.

## Sukcesy

### Rekordy
- Najwięcej występów w historii reprezentacji Meksyku: 181 meczów